# Porte Dauphine (Paris metro)
Porte Dauphine är en slutstation i Paris tunnelbana på linje 2. Den öppnades år 1900 och ligger precis i närheten av Paris stora park Bois de Boulogne. En entréer är bevarad i sitt ursprungliga skick och är en av få som finns kvar med glastak. Den skapades av Hector Guimard. Det finns bara två till sådana kvar, ena är entrén till station Abbesses och den andra är en av entréerna till station Châtelet. I närheten finns även Avenue Foch station som är en pendeltågsstation på linje C samt spårvagnslinje T3b.

## Fotogalleri

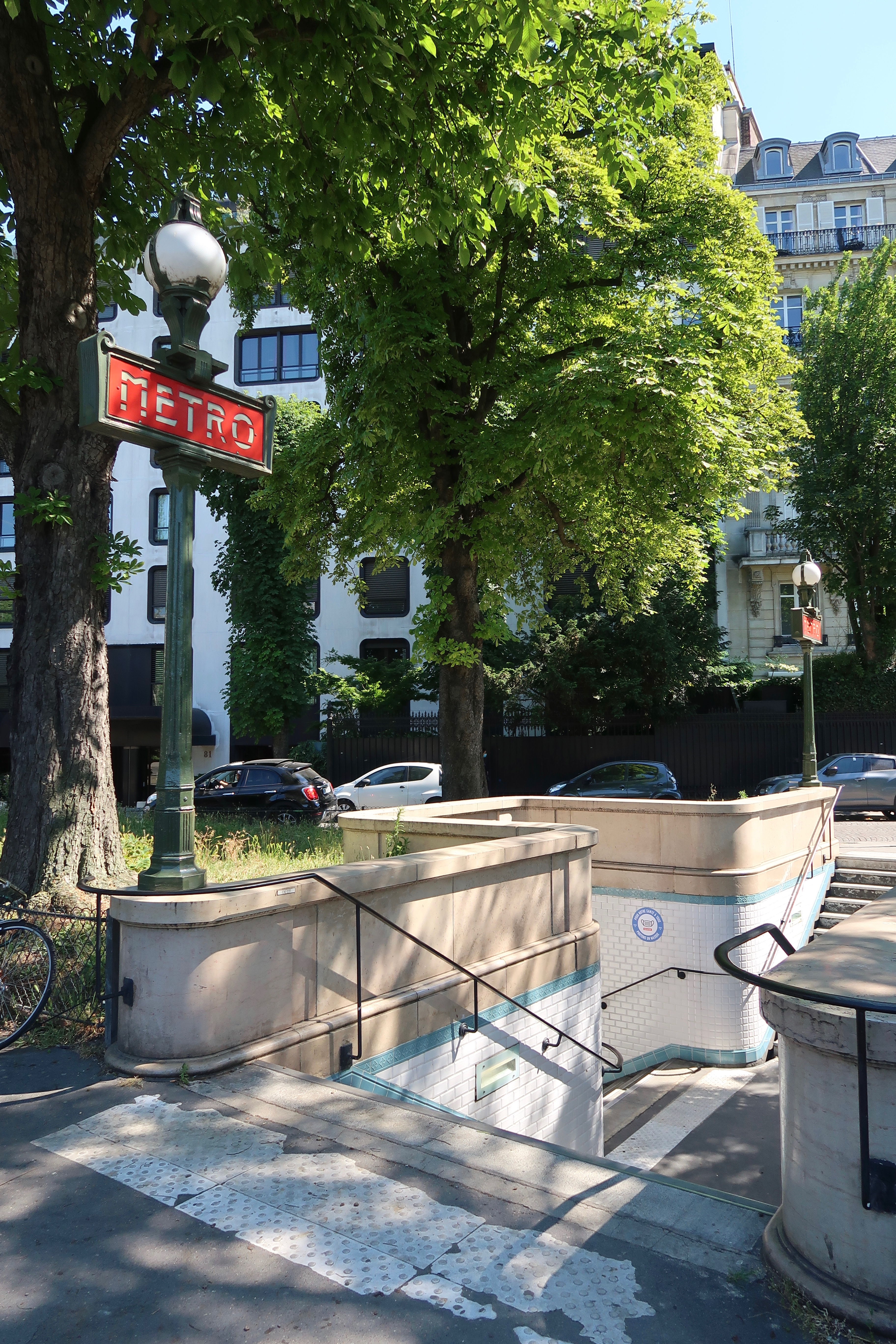
En av entréerna
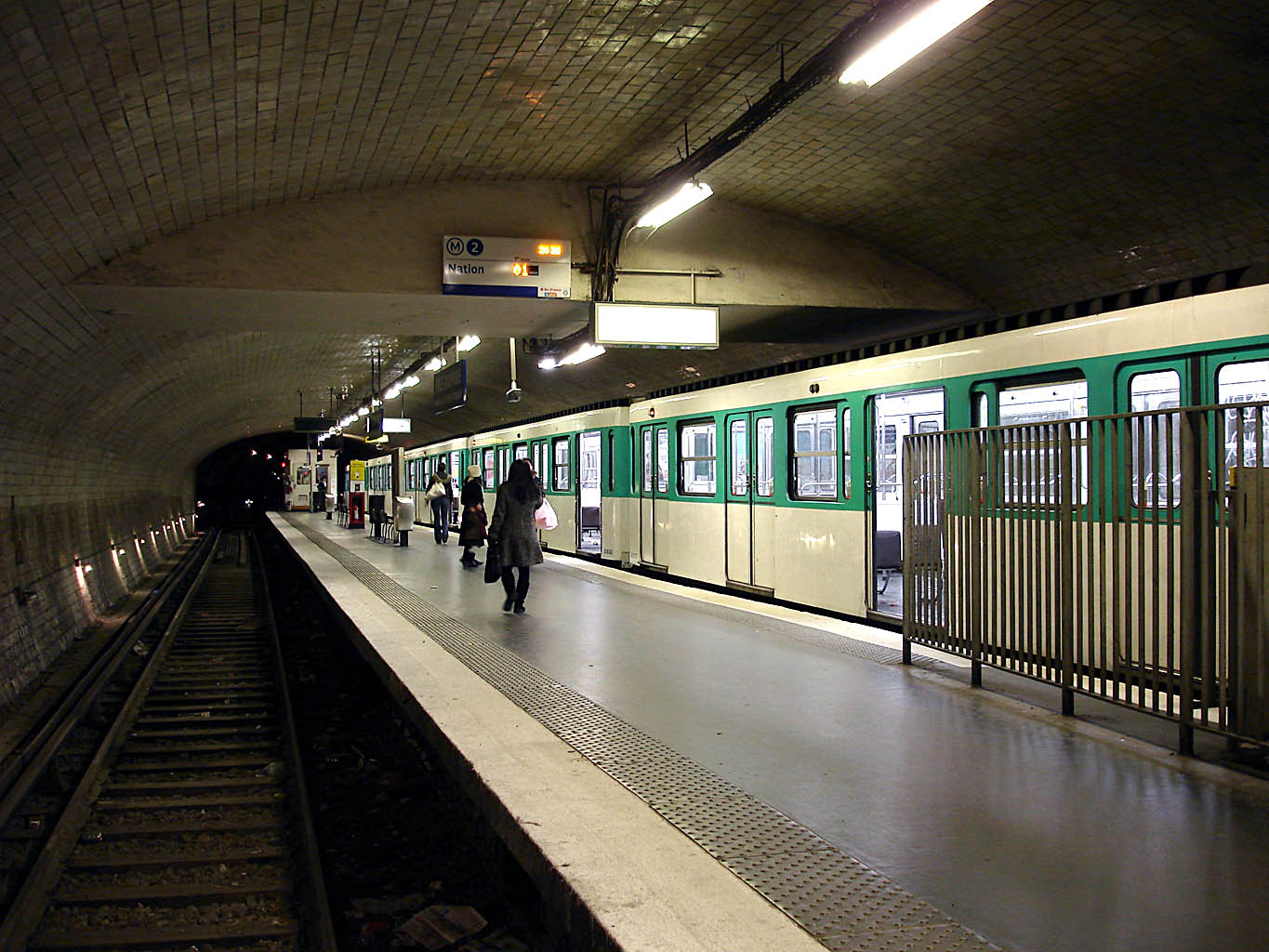
Perrong på Linje 2
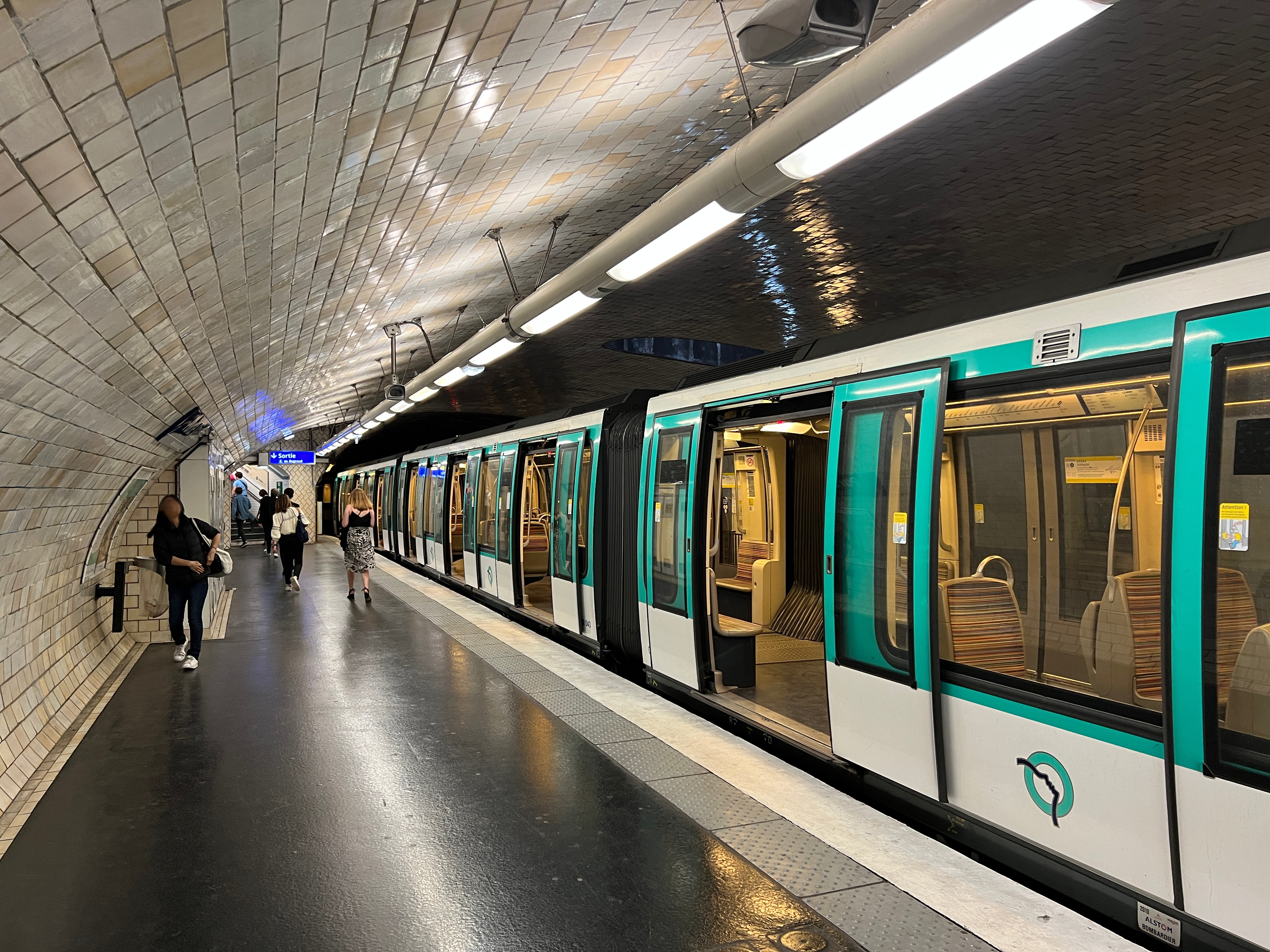
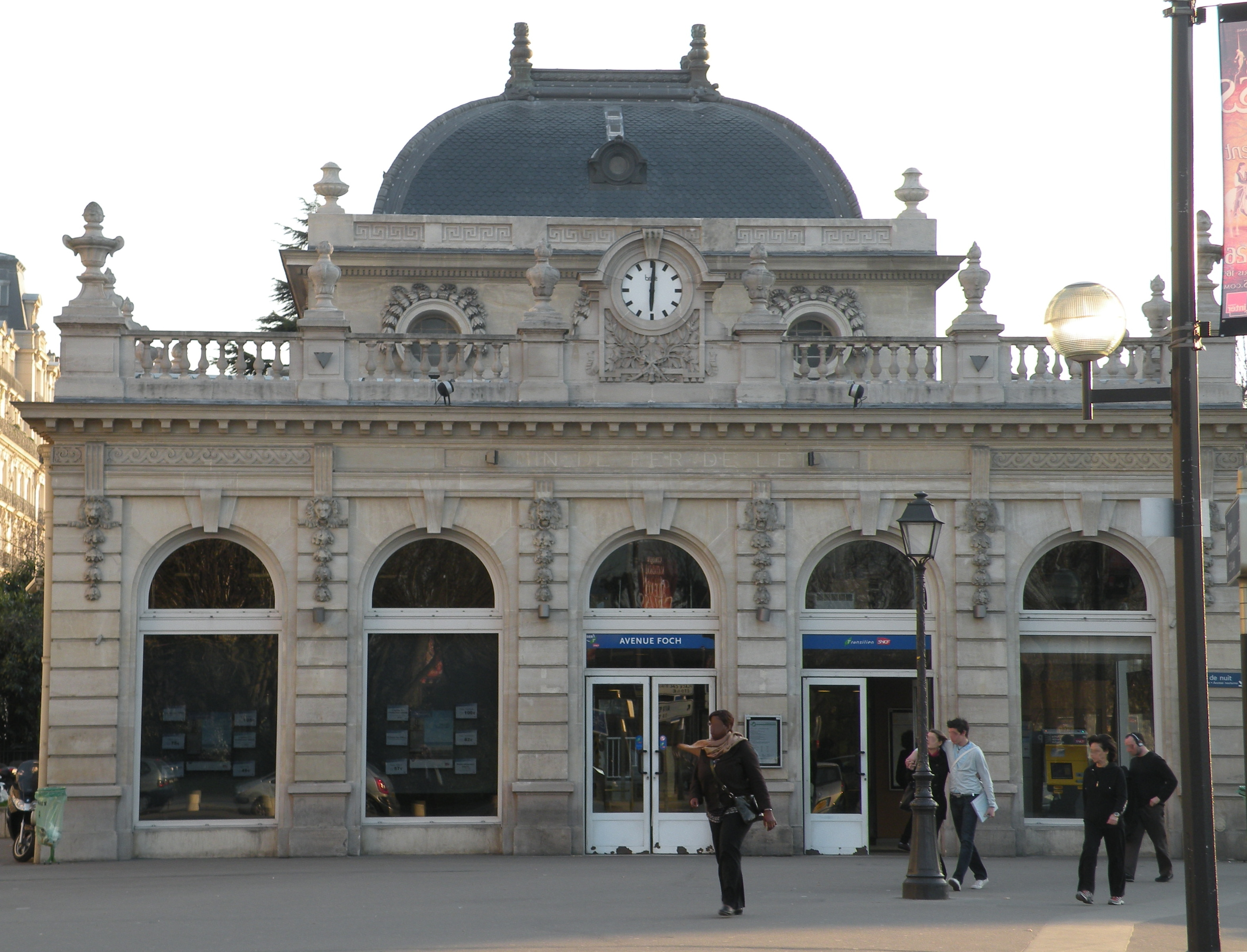
Pendeltågsstation Avenue Foch som finns i närheten.